# Saulius-Sondeckis-Gymnasium der Künste Šiauliai

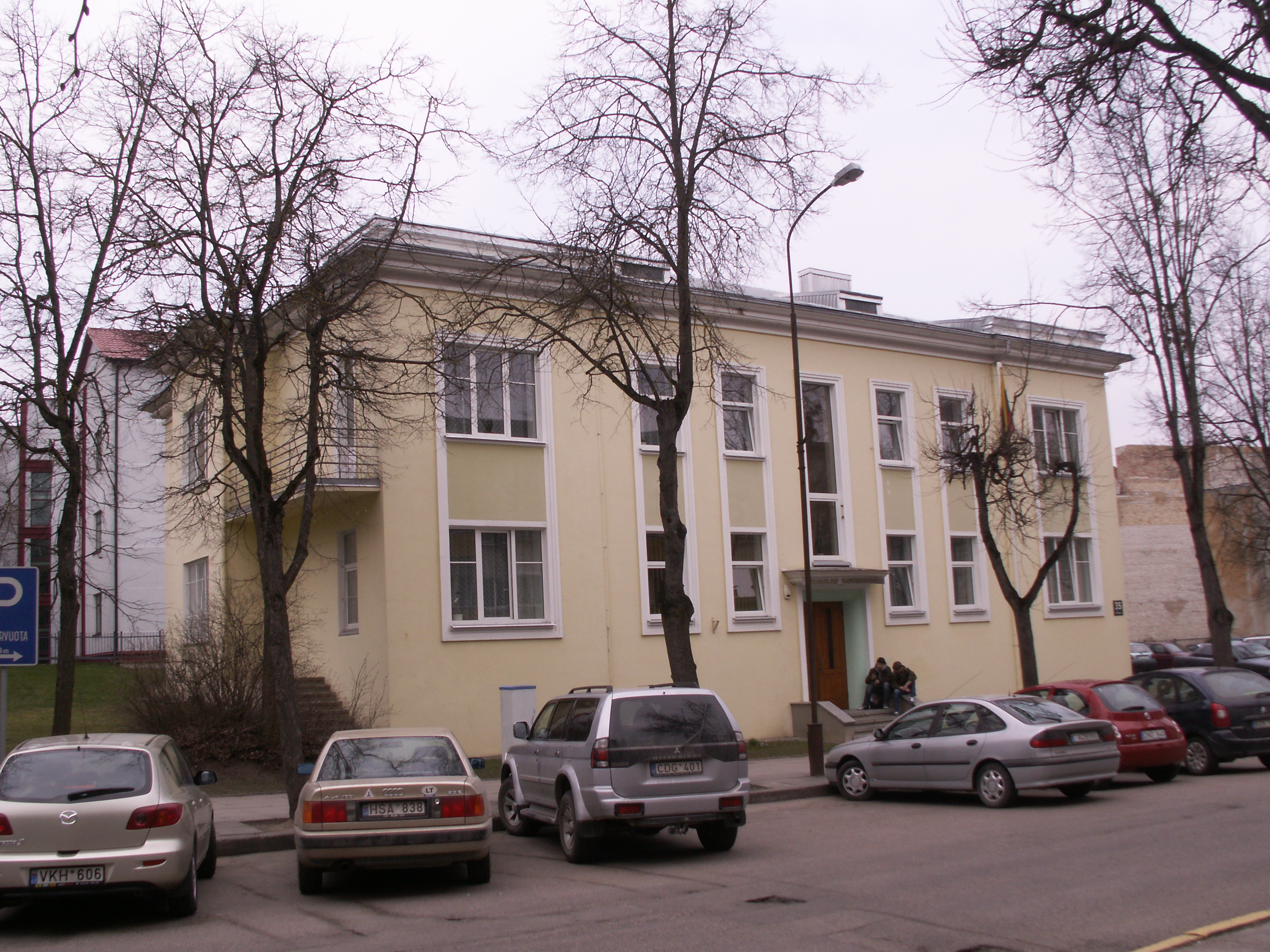
Gymnasium

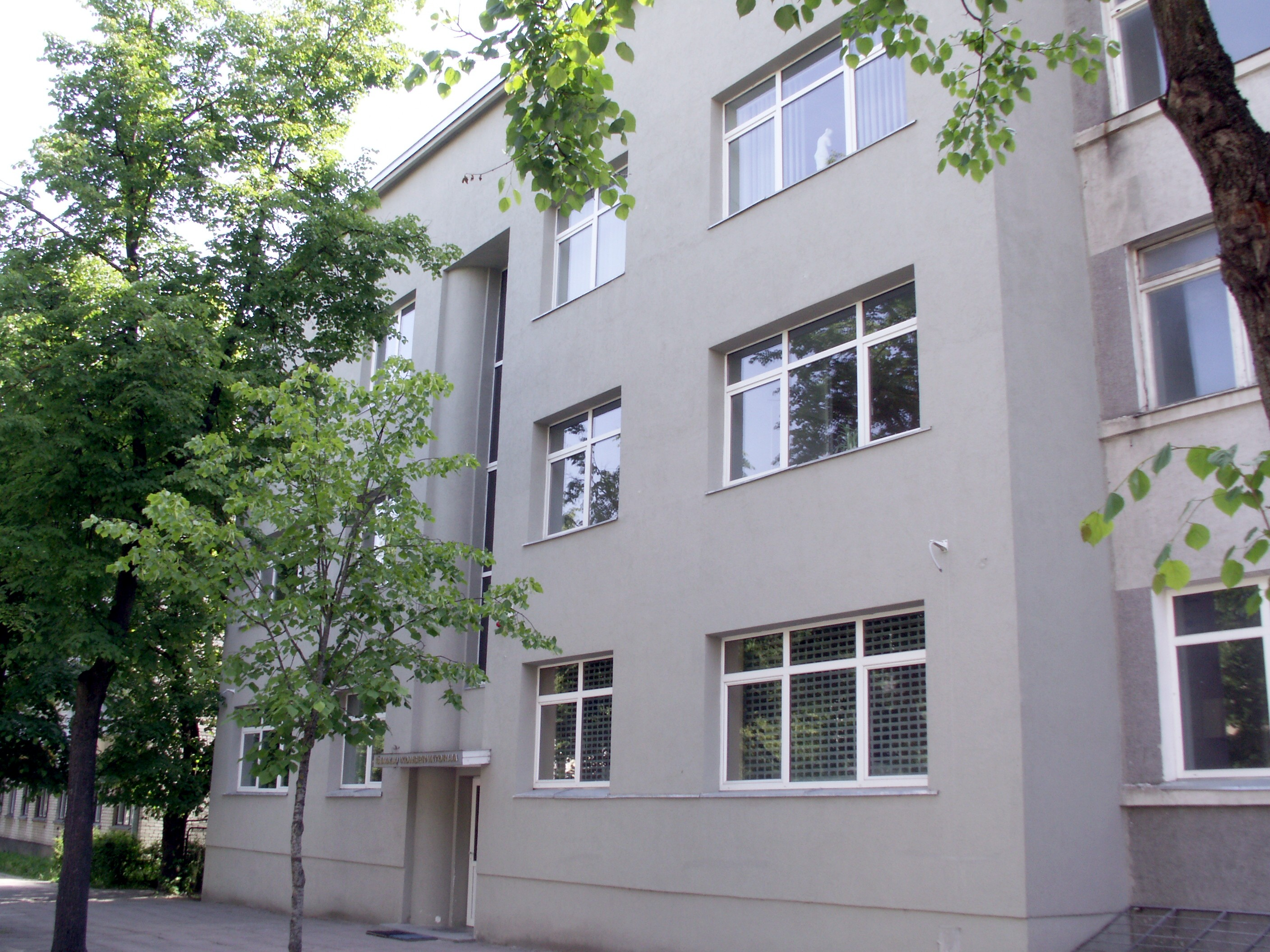
2. Gebäude

Das Saulius-Sondeckis-Gymnasium der Künste Šiauliai (lit. Šiaulių Sauliaus Sondeckio menų gimnazija) ist ein Gymnasium und eine Kunstschule in Šiauliai (Litauen), ehemalige sowjetlitauische höhere Schule für Musik. Man lernt hier Akkordeon, Chordirigieren, Gesang, Klavier, Gitarre, Blasinstrumente, Schlagzeug, Streichinstrumente, Volksinstrumente, Orgel,  Choreografie, Theaterkunst, Kunst.

## Geschichte
1939 wurde die Schule vom Komponisten Juozas Karosas gegründet, als  die Musikschule in Klaipėda nach der deutschen Okkupation geschlossen wurde. 1959  wurde sie zum Musik-Technikum Šiauliai und 1969 Höhere Musikschule Šiauliai. 1993 wurde sie zum Šiaulių konservatorija. 2010 wurde der Name von Saulius Sondeckis dem Konservatorium erteilt. 2011 wurde sie zur Saulius-Sondeckis-Schule der Künste Šiauliai und 2013 zum Saulius-Sondeckis-Gymnasium der Künste Šiauliai.

## Schüler
- Julius Juzeliūnas (1916–2001), Komponist und Musikpädagoge
- Daiva Kšanienė (* 1943), Musikwissenschaftlerin, Professorin der Universität Klaipėda
- Ilona Stulpinienė (*  1963), Politikerin, Mitglied des Seimas
- Martynas Levickis (* 1990), Akkordeonspieler

## Direktoren
- 1939–1945: Juozas Karosas
- 1966–2006: Jonas Lamauskas
- Seit 2006: Irena Asauskienė